# A Skorpiókirály 4. – Harc a hatalomért
A Skorpiókirály 4. – Harc a hatalomért (eredeti cím: The Scorpion King 4: Quest for Power) 2015-ben bemutatott amerikai fantasyfilm, amelyet Mike Elliott rendezett. A Skorpiókirály című film 4. része.
A forgatókönyvet Michael D. Weiss írta. A producerei Mike Elliott és Ogden Gavanski. A főszerepekben Victor Webster, Ellen Hollman, Lou Ferrigno, Rutger Hauer és Royce Gracie láthatók. A film zeneszerzője Geoff Zanelli. A film gyártója a Universal 1440 Entertainment, forgalmazója a Universal Studios Home Entertainment.
Az Amerikai Egyesült Államokban 2015. január 6-án a Netflix mutatta be.

## Szereplők
| Szereplő                  | Színész                 | Magyar hang        |
| ------------------------- | ----------------------- | ------------------ |
| Mathayus, a Skorpiókirály | Victor Webster          | Széles Tamás       |
| Valina                    | Ellen Hollman           | Zsigmond Tamara    |
| Skizurra                  | Lou Ferrigno            | Garamszegi Gábor   |
| Zakour király             | Rutger Hauer            | Barbinek Péter     |
| Anngar                    | Royce Gracie            | Varga Rókus        |
| Jankara                   | Eve Torres              | Solecki Janka      |
| Duan herceg               | Ian Whyte               | Hamvas Dániel      |
| Sorrell Raskov            | Barry Bostwick          | Vass Gábor         |
| Drazen                    | Will Kemp               | Szabó Máté         |
| Yannick                   | Michael Biehn           | Honti Molnár Gábor |
| Gorak                     | M. Emmet Walsh          | Végh Ferenc        |
| Roland                    | Rodger Halston          | Láng Balázs        |
| Onus                      | Leigh Gill              | Szokol Péter       |
| Feminina                  | Esmé Bianco             | Kis-Kovács Luca    |
| Roykus                    | Roy Nelson              | Törköly Levente    |
| Gizzan                    | Don "The Dragon" Wilson | Vári Attila        |
| Bogdán                    | TBA                     | Élő Balázs         |
| Lavorita                  | TBA                     | Kajtár Róbert      |